# 3e bataillon de marche indochinois
Pour les articles homonymes, voir 3e bataillon et Bataillon de marche indochinois (homonymie).
Le 3e bataillon de marche indochinois (3e BMI) est une unité militaire des troupes coloniales françaises existant brièvement à la fin la guerre d'Indochine.

## Historique
Le 3e BMI est mis sur pied le 16 juillet 1954 à partir de l'encadrement du 30e bataillon de marche de tirailleurs sénégalais dont les soldats africains sont remplacés par des Vietnamiens. Le 3e BMI s'installe à Núi Đối (vi) (près de Kiến An). Il devient le IIe bataillon du 23e régiment d'infanterie coloniale le 1er octobre 1954.